# K/V Svalbard
K/V Svalbard är ett norskt kustbevakningsfartyg i Kystvakten. Hon är det största fartyget i norska marinen (Sjøforsvaret). Fartyget är isförstärkt och kan arbeta i jämn is vid 1 meters tjocklek och kan även bryta igenom mindre sektioner med tjockare is.
Fartyget är byggt för att kunna operera i kärnvapenförorenade eller kemiskt förorenade områden, då man har möjlighet att rensa ut luften och stänga fartyget så att man inte tar in förorenad luft.
Hon kan med sin vattenkanon, som har en räckvidd på 120–130 meter, släcka bränder och pumpa upp vatten med en hastighet på 2 400 m³/timme. Vattenkanonen kan även spruta skum om det behövs. Fartyget är även militärt bestyckad med kanon och automatvapen.
I fredstid är K/V Svalbards huvudsakliga verksamhetsområdet de arktiska farvattnen norr om Norge, Barents hav och kring Svalbard.
Beteckningen KV står för kystvakt som på svenska betyder 'kustvakt'. Fartyget är uppkallat efter den norska ögruppen Svalbard.
Den 21. augusti 2019 blev "Svalbard" det första norska fartyget att gå till Nordpolen.